# Odaginiceps korykosensis
Odaginiceps korykosensis is een eenoogkreeftjessoort uit de familie van de Tetragonicipitidae. De wetenschappelijke naam van de soort is voor het eerst geldig gepubliceerd in 2010 door Karaytug, Sak & Alper.